# ニコラウス4世 (ローマ教皇)
ニコラウス4世（Nicholaus IV, 1227年9月30日 - 1292年4月4日）は、中世のローマ教皇（在位：1288年2月22日 - 1292年4月4日）。本名はジロラモ・マッシ（Girolamo Masci）。
ジョヴァンニ・ダ・モンテコルヴィーノを宣教師として元朝に派遣し、中国におけるカトリック教会設立のきっかけを作った。一方でシチリア晩祷戦争をめぐる政策はアンジュー家一辺倒で実が結ばず、アッコの陥落を受けて十字軍遠征を呼び掛けるも諸国に無視された。ローマにおいても有力貴族コロンナ家への依怙贔屓が露骨であり、市民暴動でローマを一時追われることもあった。

## 生涯

### 教皇選出以前の経歴
1227年にアンコーナ辺境伯領アスコリで生まれ、フランシスコ会に入って修道士になった。グレゴリウス10世が第2リヨン公会議（1274年）の開催を発表すると、1272年にコンスタンティノープルへの使者として派遣され、東方正教会に公会議へ代表を出すことを要請した。1274年にボナヴェントゥラの後を継いでフランシスコ会の総長に選出され、1278年にニコラウス3世によりサンタ・プデンツィアーナ聖堂を名義教会として司祭枢機卿に任命された。司祭枢機卿に任命されたとき、マッシはフランス王国とカスティーリャ王国の調停役としてフランスに派遣されていた。1281年、マルティヌス4世によりパレストリーナ司教区の司教枢機卿に任命された。

### 1287年から1288年までのコンクラーヴェ
1287年4月3日にホノリウス4世が死去すると、ローマでコンクラーヴェが行われたが、枢機卿団の意見が割れたため、半年以上かけても教皇を選出できなかった。その間に夏の酷暑により多くの枢機卿が病気にかかり、うち6名が熱病で死去したため、コンクラーヴェが一時中断された。コンクラーヴェがアヴェンティーノの教皇宮殿で再開された後、妥協として1288年2月15日に全会一致でマッシが教皇に選ばれた。マッシは一旦辞退したものの、2月22日に再び選出され、今度は就任に同意し、同日に教皇として戴冠した。マッシは自身を枢機卿に任命したニコラウス3世を記念して、教皇名にニコラウス4世を名乗った。

### 教皇として

#### 教皇領の統治
ニコラウス4世は有力貴族コロンナ家の影響を強く受け、コロンナ家のピエトロ・コロンナを助祭枢機卿に任命したり、同家の人物にローマ教皇庁の官職を与えたりした。これにより同時代からあざけりの的とされ、ローマではコロンナ家の象徴である円柱に教皇冠を被ったニコラウス4世の顔が現れる風刺作品が作られた。これは教皇領の市民暴動の一因になり、ニコラウス4世が一時ローマを追われることもあった。そして、1289年7月18日には教皇領の政情不安により、ローマ教皇庁の歳入の半分を枢機卿団に与えるという教皇勅書Caelestis altitudoを発布した。
ローマでは芸術家を招聘してサン・ジョバンニ・イン・ラテラノ大聖堂、サンタ・マリア・マッジョーレ大聖堂の装飾を行ったほか、後者の近くに教皇宮殿を造営して、そこを居城とした。

#### ローマ王ルドルフ1世との関係
ローマ王ルドルフ1世の神聖ローマ皇帝戴冠をめぐる交渉はホノリウス4世の代より続けられていたが、ニコラウス4世のシチリア晩祷戦争への対処により、ルドルフ1世は教皇から距離を置き、結局戴冠式が行われることはなかった。1290年8月31日にルドルフ1世がラースロー4世の後を継ぐハンガリー王に自身の息子アルブレヒトを任命すると、ニコラウス3世はハンガリー王国を教皇の封土であると主張し、ハンガリーをカルロ2世の息子カルロ・マルテッロに与えた。

#### シチリア晩祷戦争
シチリア晩祷戦争をめぐり、イングランド王エドワード1世の仲介により1288年に条約が締結され、バルセロナ家のジャコモ1世によるシチリア王国領有が確認された。しかしニコラウス4世は条約を無効とし、代わりに教皇庁の宗主権を認めたアンジュー家のカルロ2世をシチリア王として承認した。カルロ2世がさらに教皇庁におけるいかなる官職にも就任しないことを約束すると、ニコラウス4世は1289年5月29日にリエーティでカルロ2世のシチリアおよびナポリ王としての戴冠式を行った。1291年2月、ニコラウス4世はアラゴン王アルフォンソ3世、フランス王フィリップ4世とタラスコン条約を締結し、ジャコモ1世をシチリアから追い出すことを目指した。もっとも、ニコラウス4世のシチリア政策はMcBrien (1997)で「有益な効果がまったくなかった」と酷評され、『カトリック百科事典』も「シチリア領有をめぐる戦争を終わらせることはなく、アンジュー家がシチリア王位を長きにわたって確保することもなかった」と評した。

#### カトリック教会の長として
十字軍を呼び掛けて失敗したのち、1291年にアッコの陥落により聖地における十字軍国家が終焉を迎えると、教会会議を開催して再び十字軍を呼び掛けた。アッコの陥落の一因となったテンプル騎士団と聖ヨハネ騎士団の不和への対処として、両騎士団の合併が議論され、ニコラウス4世自身も十字軍遠征に向けて船20隻の建造を命じた。ニコラウス4世の呼びかけは無視され、十字軍遠征が行われることもなかった。
ニコラウス4世はブルガリア、エチオピア、元朝へ宣教師を派遣した。これらの宣教師は多くがフランシスコ会出身だった。うち元朝のクビライにはジョヴァンニ・ダ・モンテコルヴィーノが派遣され、モンテコルヴィーノは1307年にクレメンス5世によりハンバリク司教（ハンバリクは大都を指す）に任命された。
1290年、使徒兄弟団を異端として非難した。

### 死去
1292年4月4日に自身の造営した教皇宮殿で死去し、サンタ・マリア・マッジョーレ大聖堂に埋葬された。2年間の空位期間を経て、1294年夏にケレスティヌス5世が選出された。